# Norbert Glanzberg
Norbert Glanzberg   (Rohatín, 12 d'octubre de 1910 - Neuilly-sur-Seine i París, 25 de febrer de 2001) va ser un compositor galítsi-francès. Principalment compositor de música i cançons de cinema, també va ser destacat per algunes cançons famoses d'Édith Piaf.
Als vint anys va viure a Alemanya, on va començar la seva carrera anotant pel·lícules per a directors com Billy Wilder i Max Ophüls. Quan el règim nazi va arribar al poder allà el 1933, ell, com a jueu, va fugir a París, on va actuar en discoteques sota líders de bandes com Django Reinhardt, que és on va conèixer Piaf per primera vegada.
En diferents moments del 1939 al 1945 va fer una gira amb Piaf, quan va escriure moltes de les seves cançons i la va acompanyar al piano quan cantava. Durant molts d'aquests anys van ser amants, i Piaf li va salvar la seva vida en més d'una ocasió amagant-lo tant de la policia francesa de Vichy, que estava ajudant els nazis a detenir jueus per a la deportació, com després als ocupants nazis.
Després de la guerra va continuar escrivint partitures de pel·lícules franceses juntament amb la composició de música clàssica, que va incloure obres i cançons de Berlín i clàssics romàntics. Al final de la seva carrera va escriure un concert per a dos pianos el 1985 que es va inspirar en les novel·les de Isaac Bashevis Singer.

## Primers anys
Norbert Glanzberg va néixer de pares jueus a Rohatyn a Galícia en la doble monarquia real austrohongaresa i imperial. El seu nom original era Nathan, que es va canviar per Norbert quan va arribar a Alemanya. El 1911, la seva família es va traslladar a Würzburg a Baviera, on Norbert va rebre la seva primera harmònica de la seva mare, que va donar lloc a la pregunta: "Per què riu la música, per què la música plora?" Va ingressar al Conservatori de Würzburg el 1922, ja un apassionat, i va ser nomenat subdirector d' Aix-la-Chapelle el 1929, on coneixia Béla Bartók i Alban Berg.
Carrera en la doble monarquia real austrohongaresa i imperial i monarquia. El seu nom original era Nathan, que es va canviar per Norbert quan va arribar a Alemanya. El 1911, la seva família es va traslladar a Würzburg a Baviera, on Norbert va rebre la seva primera harmònica de la seva mare, que va donar lloc a la pregunta: "Per què riu la música, per què la música plora?" Va ingressar al Conservatori de Würzburg el 1922, sent ja un apassionat per la música, i va ser nomenat subdirector d' Aix-la-Chapelle el 1929, on coneixeria a Béla Bartók i Alban Berg.

## Carrera
Contractat per la UFA (Universum Film AG) com a compositor el 1930, Glanzberg, de 21 anys, va escriure pel·lícules per a la comèdia alemanya de Billy Wilder, The Wrong Husband, i per a la comèdia de Max Ophüls, Cod Live Oil is Preferred. També va escriure partitures per a música d'òpera i va ser director musical per a concerts el 1930, inclosos els de la ballarina Ellen Von Frankenberg. Quan el règim nazi va entrar al poder a Alemanya el 1933, Joseph Goebbels es va referir a Glanzberg al diari NSDAP, Der Angriff, com a artista jueu degenerat. Glanzberg es va exiliar després a París.
El 1935 va conèixer un altre exiliat a París, el guitarrista i líder de banda Django Reinhardt, i es va convertir en el seu pianista quan la seva banda tocava a clubs de París. Van tocar la nit que Edith Piaf va actuar per primera vegada davant d'un públic, després que la directora del club la escoltés cantant al carrer i la persuadís perquè actués a l'escenari. La poderosa veu de Piaf va causar una forta impressió a Glanzberg, escriu la biògrafa Carolyn Burke.

Va interpretar i compondre cançons en sales de música de París els anys anteriors a la guerra. El 1938, va conèixer la cantant francesa Lily Gauty i va escriure Le bonheur est entré dans mon cœur (La felicitat ha entrat al meu cor) per a ella. També va acompanyar a cantants que actuaven en col·leccions de moda.

## Anys de guerra
El 1939, Glanzberg es va allistar a l'exèrcit polonès, estacionat a Anglaterra. Un cop donat l'alta, va tornar a la Zona Lliure de França al sud del país, que encara no havia estat ocupada per Alemanya. Allà, va conèixer l'empresari Félix Marouani que el va contractar per fer una gira amb Piaf com a seva pianista. Van començar la seva gira a Lió, França, a la Zona Lliure, el 1939. Juntament amb la seva pianista, va començar a escriure algunes de les seves cançons.

Tanmateix, durant el 1939, la renda de cançons de Glanzberg va ser bloquejada sobtadament per SACEM, l'associació professional de compositors i compositors francesos, que va desemborsar fons als seus membres. L'organització de música auto-censurada composta per jueus per complir les lleis d'Alemanya de Nuremberg, destinades a minar els ingressos dels jueus. Com a resultat, escriu Burke, "Edith es va convertir en la seva línia de vida".
Ell i Piaf van continuar de gira per França. Però sempre temia que les seves característiques físiques el traïssin a la policia francesa o als informadors que havien començat a acorralar jueus i altres refugiats indesitjables. Van fer gires en diversos moments entre 1939 i 1942, i es van convertir en amants.
 La seva formació clàssica i els seus alts estàndards van fer que el cant de Piaf fos molt millorat. Van començar a dependre els uns dels altres, ja que va escriure algunes de les seves cançons més reeixides i ella li va donar suport emocional: "Quan Edith es va recolzar en el piano", va recordar, "millor per crear aquesta intimitat que lligava ella a la música, a la seva música, em van agafar un poder misteriós i encantador."
Entre les cançons que va escriure per a ella durant la seva carrera com a cantant hi havia "Padam ... padam""Mon Manege A Moi","Il fait bon t'aimer" ("És bon estimar-te"). i "Au bal de la casualitat".

Cap al 1942, el govern de Vichy a la França desocupada també va començar a excloure els jueus de la majoria de professions, cosa que va fer que el nom de Glanzberg es mantingués al marge dels programes de concerts. Va canviar el seu nom per Pierre Minet i va confiar en un fals passaport francès per viatjar pel país. Piaf es va preocupar més per la seva seguretat, un cop escrivint-lo quan estaven a part, "estic preocupat per tu. Bec només aigua i te, vés al llit a mitjanit... Tothom diu que em sembla bé. Ha de ser amor!" Li va donar el sobrenom de "Nono chéri" ("estimat Nono"), i va escriure que ell era el seu "únic amour", el seu únic amor. Ambdós no sabien, com la majoria de la població de França, que els nazis tenien previst arrestar una trentena de jueus parisencs, cosa que van fer dos dies després del dia de la Bastilla.

Piaf prenia cada cop més consciència que la vida normal a París empitjorava molt. "Espero que aquesta abominació acabi aviat", li va escriure. Segons Burke, quan Piaf i Glanzberg estaven a part, era "només el pensament de les cançons que ell escrivia per a ella el que li donava qualsevol plaer".
 Aleshores, el 1943, quan també va ser envaïda la Zona Lliure, va ser arrestat com a jueu i posat a la presó durant tres mesos. L'actriu Marie Bell i el cantant cors Tino Rossi, amb l'ajuda econòmica de Piaf, van organitzar la seva escapada amb èxit abans que fos deportat a un camp de concentració.
Es va traslladar a Marsella, però allà els alemanys realitzaven recerques diàries contra jueus. Piaf va arranjar llavors que s'amagués en una granja propera que era propietat de la seva secretària, Andrée Bigard.: 81 Bigard i la seva família havien ajudat a diversos altres amics jueus de Piaf, inclòs el director de cinema Marcel Blistène, a refugiar-se i, per tant, a sobreviure a la guerra.
Quan la finca es va fer massa perillosa, Piaf va demanar a una altra amiga, la comtessa Lily Pastré, que l'amagués a Montredon, el seu xalet fora de Marsella. Piaf la va pagar per mantenir-lo alimentat i protegit. La comtessa Pastré era una amant de la música que tenia bones relacions amb les autoritats, ja que sovint les convidava a concerts i a la xerrada. Després de la guerra, es va saber que la comtessa havia aixoplugat una quarantena d'altres compositors i músics jueus de la policia francesa, inclosa Clara Haskil.
Els alemanys finalment van envair aquella part del sud de França, cosa que va portar a Glanzberg a fugir a Niça, sota la protecció dels parents cors de Tino Rossi. Piaf va continuar pagant el cost del seu suport i va enviar sovint el seu secretari, Bigard, per comprovar el seu benestar.
Fins al 1944, també va ser amagat en diverses ocasions per Georges Auric i finalment pel poeta René Laporte a Antibes, on va conèixer alguns activistes de la Resistència francesa, com Paul Éluard, Jacques Prévert, Louis Aragon, Elsa Triolet i l'editor d'entreteniment René Julliard. Glanzberg va sobreviure a la guerra, tot i que entre 1942 i 1944, més de 75.000 jueus a França van ser deportats als camps de la mort a Alemanya.

## Anys de postguerra
Després de l'Alliberament el 1945, Norbert tornà a ser lliure. Va ajudar en l'alliberament de Maurice Chevalier, que va ser mantingut en custòdia per un moviment de resistència. Del 1946 al 1948 va fer una gira amb Charles Trenet a Amèrica del Sud, seguida d'una gira internacional amb Tino Rossi.
El 1948, Édith Piaf va cantar Padam Padam, una cançó que va escriure amb Henri Contet, i el 1952 Yves Montand interpreta "Moi j'm'en fous et Les grands boulevards".
A partir de 1953, Glanzberg va compondre moltes partitures de cinema, especialment per a Michel Strogoff amb Curd Jürgens i, el 1954, per a "La Goualeuse". Édith Piaf va tenir un èxit enorme de la seva cançó "Mon manège à moi".
El 1955 va compondre la música per a la pel·lícula La sorcière, amb Marina Vlady, i el 1956 la partitura de "La mariée est trop belle" (La núvia és molt massa bella), amb Brigitte Bardot.
El 1983, Glanzberg va tornar a la música clàssica i va compondre una sèrie de lieder d'una col·lecció de poemes escrits durant la guerra pels interns del camp de concentració, "La mort est un maître de l'Allemagne" (der Tod ist ein... Meister aus Deutschland), el cor del que potser és el poema més gran de Paul Celan, "Todesfuge" (Death Fugue). Va posar en música, en dos cicles cadascun dels deu treballs, cançons de Berlín i clàssics líders romàntics. El 1985, va escriure un concert per a dos pianos, La suite y Yiddish, inspirat en les novel·les d'Isaac Bashevis Singer. Aquesta obra seria organitzada per a una orquestra simfònica pel seu amic, el compositor i director de direcció Frédéric Chaslin.